# Arrondissement di Loches
L'arrondissement di Loches è una suddivisione amministrativa francese, situata nel dipartimento dell'Indre e Loira e la regione Centro-Valle della Loira.

## Composizione
L'arrondissement di Loches raggruppa 67 comuni in 6 cantoni:
- cantone di Descartes
- cantone di Le Grand-Pressigny
- cantone di Ligueil
- cantone di Loches
- cantone di Montrésor
- cantone di Preuilly-sur-Claise